# Pere de Biure

Creu de l'orde de Sant Joan de Jerusalem o de l'Hospital

Fra Pere de Biure (segle XV) fou un cavaller de l'orde de Sant Joan de Jerusalem català. Membre del llinatge empordanès dels Biure, possiblement era fill o nebot d'Andreu de Biure. El 1437 el documentem com a uixer del rei Alfons el Magnànim i patró d'una galera armada contra els genovesos. Va retornar a Catalunya i va residir a la comanda de Bajoles i amb l'esclat de la Guerra Civil Catalana es va mostrar clarament reialista i va acompanyar Joan el Sense Fe en la seva entrada a Catalunya el 1462 des d'Aragó, al costat de fra Bernat Hug de Rocabertí. Durant la guerra va ocupar la comanda de Tortosa.